# Ilinskoïe
Ilinskoïe, ou Ilynsky est un ancien domaine de la famille impériale russe situé dans l'oblast de Moscou. 

## Histoire
Longtemps propriété de la famille Strechnev, le domaine d'Ilinskoïe passe en 1775 au comte Ivan Osterman et à ses héritiers. En 1865, l'empereur Alexandre II achète la propriété pour l'offrir à son épouse, l'imératrice Marie Alexandrovna. À la mort de celle-ci, en 1880, le domaine passe à son avant-dernier fils, le grand-duc Serge, puis à la femme de celui-ci, la grande-duchesse Élisabeth Féodorovna.
Après la révolution russe de 1917, le domaine est nationalisé. Transformé en complexe hôtelier en 2010, le domaine n'est pas ouvert à la visite, à l'exception de son église.